# Alegeri legislative în Ungaria, 2010
Alegerile parlamentare au avut loc în Ungaria pe 11 și 25 aprilie 2010 pentru a alege membrii Adunării Naționale. A fost a șasea rundă de alegeri de la prăbușirea regimului comunist. 386 de membri ai parlamentului (deputați) au fost aleși printr-un sistem mixt proporțional (liste de partid) și cu circumscripții electorale (majoritar uninominal). Legea electorală din Ungaria cere ca un candidat să strângă 500 de semnături de la cetățeni pentru a putea candida.
În primul tur de scrutin al alegerilor, partidul conservator Fidesz a câștigat majoritatea absolută de locuri, suficient pentru a forma un guvern propriu. În cel de al doilea tur, alianța dintre Fidesz și Partidul Popular Creștin Democrat (KDNP) a câștigat suficiente locuri pentru a obține o majoritate de două treimi, suficient pentru a putea modifica legi majore din constituția țării.

## Context
Victoria zdrobitoare a Fidesz a fost rezultatul nemulțumirii masive față de Partidul Socialist Maghiar (MSZP), care se afla la guvernare din 2002. Un eveniment care a provocat o reacție deosebit de puternică a fost dezvăluirea faptului că Ferenc Gyurcsány, prim-ministru al MSZP din 2004 până-n 2009, a recunoscut într-un discurs privat adresat membrilor partidului că a mințit publicul larg în timpul campaniei electorale anterioare pentru a-și ajuta partidul să câștige realegerea. Discursul de la Őszöd, așa cum a ajuns să fie numit, a apărut în presă în toamna anului 2006 și a dus la proteste la nivel național.

### Ziua alegerilor
Primul tur de scrutin era programat să se desfășoare pe 11 aprilie între orele 7:00 și 19:00, dar programul de votare a fost prelungit mult mai mult decât se aștepta din cauza prezenței mari la vot și a perturbărilor, iar votul în unele circumscripții s-a încheiat pe 12 aprilie la ora 1:15. Condițiile de vot au fost considerate „scandaloase” în mai multe locuri, deoarece o modificarea legii din 2007 le-a permis alegătorilor care doreau să voteze în afara circumscripției lor de reședință să voteze într-o altă locație, în anumite condiții. Acest lucru a dus la faptul că mai multe secții de votare din Budapesta, care erau proiectate să găzduiască 800 sau 1.200 de persoane, nu au putut găzdui cele peste 2.000 sau 3.000 de persoane care s-au prezentat la vot. Votarea a fost încetinită și mai mult de faptul că acești alegători au trebuit să se înregistreze separat, unul câte unul. Pe parcursul zilei, condițiile haotice s-au înrăutățit considerabil odată cu lăsarea nopții. În aceste circumscripții electorale, s-au format cozi de sute de metri, cu ore întregi de așteptare.

Comisia Electorală Națională (Országos Választási Bizottság, prescurtată OVB) a fost neputincioasă toată ziua și nu a făcut nimic pentru a remedia situația. Secțiile de votare trebuiau să se închidă la ora 19:00, dar în schimb a decis că oricine se afla la coadă înainte de ora 7:00 putea vota. Cu câteva ore înainte de ora 19:00, OVB a decis să prelungească interdicția de vot până când ultimul alegător își va exprima votul. Deoarece această decizie a fost târzie, multe instituții media nu au știut la timp și au anunțat sondaje exit poll la ieșirea de la urne. După ce decizia a devenit publică, majoritatea instituțiilor media și-au închis emisiunile și au încetat difuzarea datelor, dar o mare parte din aceste sondaje fuseseră deja publicate online, iar OVB nu a putut răspunde. Analiștii politici și liderii opoziției, precum și oficialii guvernamentali, au declarat situația rușinoasă și au denunțat OVB ca fiind „ineficient”. András Jóri, comisarul pentru protecția datelor, a lansat o anchetă în acest caz.

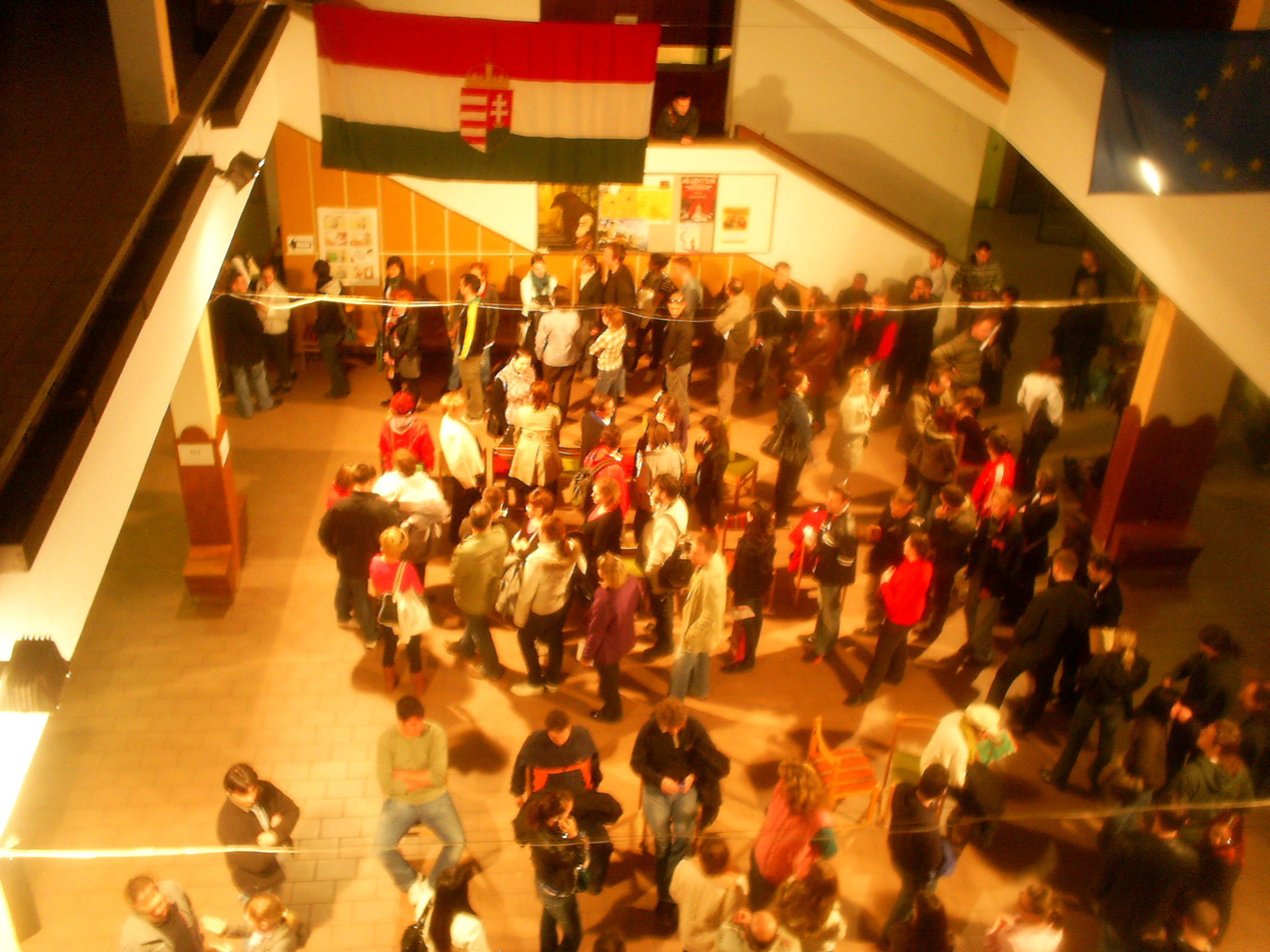
Ca urmare a permisului de vot în afara circumscripției, s-au format cozi lungi în jurul mai multor secții de votare. Situația la ora 19:15.

## Sondaje
Forumul Democrat Maghiar (MDF) și Alianța Democraților Liberi (SZDSZ) au încheiat un acord limitat de cooperare electorală după ce sondajele au sugerat că este puțin probabil să ajungă în parlament independent. În martie 2010, sondajele au indicat, de asemenea, că parlamentul, după alegeri, va fi probabil dominat de Fidesz, cu un procent de 53-67% în acea lună, urmat fie de Partidul Socialist Maghiar, aflat la guvernare, cu 12-22%, fie de noul partid în ascensiune Jobbik (Mișcarea pentru o Ungarie Mai Bună), cu 11-18%.
| Agenție            | Dată              | Fidesz-KDNP | MSZP | Jobbik | MDF | LMP | SZDSZ | KDNP | Alții |
| Medián             | 25 noiembrie 2009 | 66          | 19   | 10     | 2   | 1   | 1     | n/a  | 1     |
| Tárki              | 25 noiembrie 2009 | 68          | 17   | 11     | 1   | 1   | 1     | 2    | n/a   |
| Századvég-Forsense | 26 noiembrie 2009 | 59          | 20   | 12     | 3   | 3   | 1     | n/a  | 3     |
| Tárki              | 16 decembrie 2009 | 63          | 19   | 12     | 1   | 3   | 1     | n/a  | n/a   |
| Századvég-Forsense | 21 decembrie 2009 | 64          | 17   | 9      | 3   | 2   | 0     | n/a  | 4     |
| Medián             | 25 decembrie 2009 | 61          | 23   | 9      | 2   | 1   | 1     | n/a  | 3     |
| Szonda Ipsos       | 17 ianuarie 2010  | 63          | 21   | 12     | 2   | n/a | 1     | 0    | 1     |
| Forsense           | 21 ianuarie 2010  | 59          | 17   | 15     | 5   | 3   | n/a   | n/a  | n/a   |
| Medián             | 21 ianuarie 2010  | 65          | 19   | 10     | 3   | 1   | 0     | n/a  | 2     |
| Századvég-Kód      | 26 ianuarie 2010  | 59          | 23   | 10     | 4   | 2   | 1     | 1    | n/a   |
| Tárki              | 27 ianuarie 2010  | 62          | 22   | 11     | 3   | 1   | 1     | n/a  | n/a   |
| Szonda Ipsos       | 12 februarie 2010 | 58          | 22   | 14     | 2   | 1   | 1     | 0    | 3     |
| Századvég-Kód      | 18 februarie 2010 | 58          | 23   | 10     | 5   | 3   | 1     | -    | -     |
| Forsense           | 22 februarie 2010 | 59          | 18   | 14     | 2   | 5   | 0     | n/a  | 1     |
| Medián             | 24 februarie 2010 | 63          | 18   | 15     | 2   | 1   | n/a   | n/a  | 1     |
| Tárki              | 3 martie 2010     | 61          | 22   | 11     | 2   | 3   | n/a   | n/a  | 1     |
| Szonda Ipsos       | 11 martie 2010    | 57          | 20   | 17     | 1   | 3   | 1     | 0    | 1     |
| Nézőpont Intézet   | 14 martie 2010    | 53          | 12   | 12     | 2   | 2   | n/a   | n/a  | 0     |
| Medián             | 17 martie 2010    | 57          | 21   | 18     | 1   | 2   | n/a   | n/a  | 1     |
| Szonda Ipsos       | 18 martie 2010    | 64          | 12   | 13     | 3   | 5   | n/a   | n/a  | 3     |
| Gallup             | 25 martie 2010    | 67          | 15   | 14     | 1   | 4   | n/a   | n/a  | 0     |
| Századvég-Kód      | 29 martie 2010    | 59          | 16   | 17     | 3   | 3   | n/a   | n/a  | n/a   |

## Controverse
Alegerile pentru Parlamentul European din 2009 din Ungaria au văzut ascensiunea partidelor de dreapta și extremă dreapta. Această tendință a fost mediatizată negativ de unele instituții media străine, care se temeau de creșterea intoleranței și a xenofobiei în țară. În plus, deputatul Fidesz, Oszkár Molnár, a fost acuzat de antisemitism după ce a spus: „Iubesc Ungaria, îi iubesc pe maghiari și prefer susținerea intereselor maghiare față de capitalul financiar global sau capitalul evreiesc, dacă vreți, care vrea să devoreze întreaga lume, dar în special Ungaria”. Ulterior, el a spus că a fost doar un răspuns la un discurs al președintelui Israelului, Șimon Peres, în care a vorbit despre investițiile Israelului în străinătate, spunând că „oamenii de afaceri israelieni investesc în întreaga lume, se bucură de un succes inegalabil, câștigând independență economică. Cumpărăm Manhattan, Polonia, Ungaria și România”. Liderul Jobbik, Gábor Vona, a stârnit și el controverse cu acuzații de șovinism, spunând că „Ungaria este pentru maghiari” și trebuie apărată împotriva „speculanților străini”. Molnár a susținut, de asemenea, că limba de predare în școlile din Ierusalim era maghiara și că aceștia „învață limba viitoarei lor patrii”. Partidul său de la acea vreme, Fidesz, nu i-a denunțat declarația, ci a spus pur și simplu că este „jenantă”. Adăugând că nici măcar nu ar lua în considerare înlăturarea lui Molnar din partidul său sau din facțiunea parlamentară, deoarece remarca „nu a încălcat statutul partidului”. Molnár a susținut, de asemenea, că femeile rome însărcinate încearcă în mod deliberat să își provoace malformații congenitale pentru a putea da naștere „proștilor pentru a primi subvenții familiale mai mari. Am verificat acest lucru și este adevărat; își lovesc burta cu un ciocan de cauciuc pentru a da naștere copiilor cu handicap”. În 2011, el a denunțat femeile rome la autoritățile poliției maghiare.

### Foreign interference
Fosta europarlamentară Jobbik, Krisztina Morvai, i-a scris o scrisoare deschisă lui Eleni Tsakopoulos Kounalakis, ambasadoarea Statelor Unite în Ungaria, în care a invocat ingerințele străine după ce ambasadorul a vizitat sediile a trei partide importante, dar nu și pe cele ale partidului Jobbik.

## Rezultate

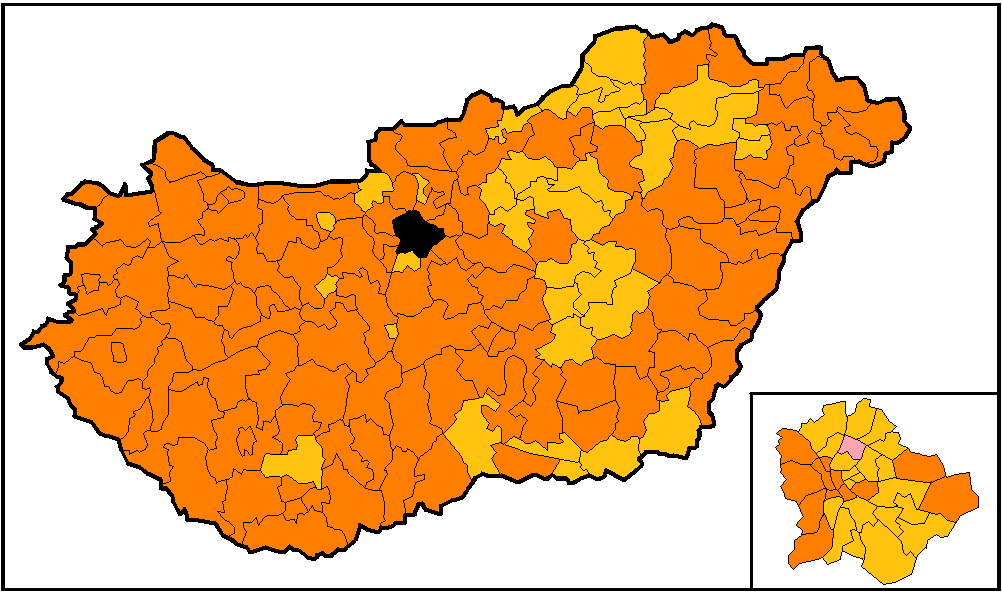
Alegerile parlamentare din Ungaria din 2010, primul tur: Candidații clasați pe primul loc, pe partide, în circumscripțiile uninominale:
██ = majoritate câștigată de Fidesz-KDNP (119)
██ = pluarlitate, Fidesz-KDNP (56)
██ = pluralitate, MSZP (1)

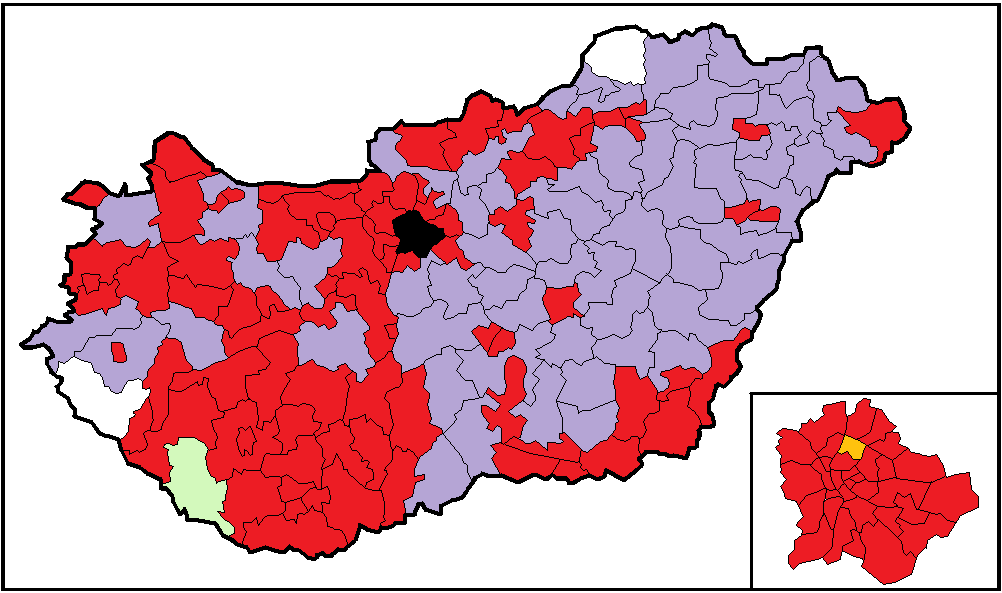
Alegerile parlamentare din Ungaria din 2010, primul tur: candidații de pe locul doi, pe partide, în circumscripțiile uninominale:██ = MSZP (112)
██ = Jobbik (60)
██ = Somogyért Szövetség (1)
██ = Fidesz-KDNP (1)
██ = Candidat independent (2)

| Partid                                               | Partid                                                                   | Reprezentare proporțională | Reprezentare proporțională | Reprezentare proporțională | Circumscripție uninominală turul I | Circumscripție uninominală turul I | Circumscripție uninominală turul I | Circumscripție uninominală turul II | Circumscripție uninominală turul II | Circumscripție uninominală turul II | Locuri alocate | Locuri alocate | Locuri alocate |
| Partid                                               | Partid                                                                   | Voturi                     | %                          | Locuri                     | Voturi                             | %                                  | Locuri                             | Voturi                              | %                                   | Locuri                              | Național       | Total          | ±              |
| ---------------------------------------------------- | ------------------------------------------------------------------------ | -------------------------- | -------------------------- | -------------------------- | ---------------------------------- | ---------------------------------- | ---------------------------------- | ----------------------------------- | ----------------------------------- | ----------------------------------- | -------------- | -------------- | -------------- |
|                                                      | Fidesz–KDNP                                                              | 2,706,292                  | 52.73                      | 87                         | 2,732,965                          | 53.43                              | 119                                | 620,232                             | 53.81                               | 53                                  | 3              | 262            | +99            |
|                                                      | Partidul Socialist Maghiar                                               | 990,428                    | 19.30                      | 28                         | 1,088,374                          | 21.28                              | 0                                  | 326,361                             | 28.31                               | 2                                   | 29             | 59             | -131           |
|                                                      | Jobbik                                                                   | 855,436                    | 16.67                      | 26                         | 836,774                            | 16.36                              | 0                                  | 141,415                             | 12.27                               | 0                                   | 21             | 47             | +47            |
|                                                      | Politica poate fi Diferită                                               | 383,876                    | 7.48                       | 5                          | 259,220                            | 5.07                               | 0                                  | 43,437                              | 3.77                                | 0                                   | 11             | 16             | +16            |
|                                                      | Forumul Democrat Maghiar                                                 | 136,895                    | 2.67                       | 0                          | 72,768                             | 1.42                               | 0                                  |                                     |                                     |                                     | 0              | 0              | -11            |
|                                                      | Mișcarea Civilă                                                          | 45,863                     | 0.89                       | 0                          | 34,938                             | 0.68                               | 0                                  |                                     |                                     |                                     | 0              | 0              | Nou            |
|                                                      | Partidul Muncitoresc Maghiar                                             | 5,606                      | 0.11                       | 0                          | 5,668                              | 0.11                               | 0                                  |                                     |                                     |                                     | 0              | 0              | 0              |
|                                                      | Partidul Social-Democrat din Ungaria                                     | 4,117                      | 0.08                       | 0                          | 3,156                              | 0.06                               | 0                                  |                                     |                                     |                                     | 0              | 0              | Nou            |
|                                                      | Partidul Unității                                                        | 2,732                      | 0.05                       | 0                          | 3,422                              | 0.07                               | 0                                  |                                     |                                     |                                     | 0              | 0              | Nou            |
|                                                      | Partidul Maghiar al Dreptății și Vieții                                  | 1,286                      | 0.03                       | 0                          | 2,345                              | 0.05                               | 0                                  |                                     |                                     |                                     | 0              | 0              | 0              |
|                                                      | Forumul Democrat Maghiar – Alianța Democraților Liberi                   |                            |                            |                            | 12,652                             | 0.25                               | 0                                  |                                     |                                     |                                     | 0              | 0              | –              |
|                                                      | Fidesz–KDNP – Partidul Antreprenorilor                                   |                            |                            |                            | 10,661                             | 0.21                               | 0                                  | 8,796                               | 0.76                                | 1                                   | 0              | 1              | –              |
|                                                      | Asociația pentru Somogy                                                  |                            |                            |                            | 7,470                              | 0.15                               | 0                                  |                                     |                                     |                                     | 0              | 0              | -1             |
|                                                      | Forumul Democrat Maghiar – Összefogás Megyénkért                         |                            |                            |                            | 4,052                              | 0.08                               | 0                                  |                                     |                                     |                                     | 0              | 0              | –              |
|                                                      | Torgyán-Kisgazda-Koalíció                                                |                            |                            |                            | 3,079                              | 0.06                               | 0                                  |                                     |                                     |                                     | 0              | 0              | Nou            |
|                                                      | Stânga Verde                                                             |                            |                            |                            | 1,425                              | 0.03                               | 0                                  |                                     |                                     |                                     | 0              | 0              | Nou            |
|                                                      | Magyarok Egymásért Szövetsége                                            |                            |                            |                            | 1,027                              | 0.02                               | 0                                  |                                     |                                     |                                     | 0              | 0              | Nou            |
|                                                      | Forumul Organizațiilor Romilor Maghiari Partidul de Cooperare al Romilor |                            |                            |                            | 491                                | 0.01                               | 0                                  |                                     |                                     |                                     | 0              | 0              | 0              |
|                                                      | Partidul Independent al Micilor Fermieri                                 |                            |                            |                            | 381                                | 0.01                               | 0                                  |                                     |                                     |                                     | 0              | 0              | 0              |
|                                                      | Independenți                                                             |                            |                            |                            | 33,702                             | 0.66                               | 0                                  | 12,452                              | 1.08                                | 1                                   | 0              | 1              | +1             |
| Total                                                | Total                                                                    | 5,132,531                  | 100.00                     | 146                        | 5,114,570                          | 100.00                             | 119                                | 1,152,693                           | 100.00                              | 57                                  | 64             | 386            | 0              |
|                                                      |                                                                          |                            |                            |                            |                                    |                                    |                                    |                                     |                                     |                                     |                |                |                |
| Voturi valide                                        | Voturi valide                                                            | 5,132,531                  | 99.27                      |                            | 5,114,570                          | 98.93                              |                                    | 1,152,693                           | 99.39                               |                                     |                |                |                |
| Voturi invalide/albe                                 | Voturi invalide/albe                                                     | 37,908                     | 0.73                       | 55,428                     | 1.07                               | 7,118                              | 0.61                               |                                     |                                     |                                     |                |                |                |
| Total                                                | Total                                                                    | 5,170,439                  | 100.00                     | 5,169,998                  | 100.00                             | 1,159,811                          | 100.00                             |                                     |                                     |                                     |                |                |                |
| Votanți înregistrați/prezența                        | Votanți înregistrați/prezența                                            | 8,034,394                  | 64.35                      | 8,034,394                  | 64.35                              | 2,486,111                          | 46.65                              |                                     |                                     |                                     |                |                |                |
| Sursă: Comisia Electorală Națională, Resurse Alegeri |                                                                          |                            |                            |                            |                                    |                                    |                                    |                                     |                                     |                                     |                |                |                |

### Rezultatele listelor de partid pe județe
| Bács-Kiskun            | 60.45 | 14.62 | 15.70 | 5.58  | 2.23 | 1.43 |  |  |  |
| Baranya                | 54.53 | 21.07 | 12.68 | 8.90  | 2.83 | –    |  |  |  |
| Békés                  | 53.20 | 18.45 | 19.21 | 5.21  | 2.05 | 1.89 |  |  |  |
| Borsod-Abaúj-Zemplén   | 45.87 | 18.90 | 27.20 | 4.20  | 1.84 | 1.98 |  |  |  |
| Budapesta              | 46.32 | 25.33 | 10.84 | 12.81 | 4.70 | –    |  |  |  |
| Csongrád               | 50.72 | 20.38 | 15.93 | 7.66  | 2.57 | 2.75 |  |  |  |
| Fejér                  | 54.16 | 17.91 | 16.20 | 6.96  | 2.69 | 2.07 |  |  |  |
| Győr-Moson-Sopron      | 59.68 | 16.87 | 12.57 | 6.32  | 2.95 | 1.60 |  |  |  |
| Hajdú-Bihar            | 57.92 | 14.04 | 18.86 | 5.05  | 2.34 | 1.78 |  |  |  |
| Heves                  | 45.78 | 21.02 | 24.97 | 6.04  | 2.19 | –    |  |  |  |
| Jász-Nagykun-Szolnok   | 49.42 | 17.88 | 24.01 | 5.65  | 2.13 | 0.91 |  |  |  |
| Komárom-Esztergom      | 51.31 | 23.39 | 13.76 | 8.37  | 3.17 | –    |  |  |  |
| Nógrád                 | 51.84 | 20.39 | 20.82 | 5.57  | –    | 1.37 |  |  |  |
| Pesta                  | 52.90 | 17.58 | 16.52 | 8.35  | 2.75 | 1.89 |  |  |  |
| Somogy                 | 59.63 | 19.74 | 14.23 | 6.39  | –    | –    |  |  |  |
| Szabolcs-Szatmár-Bereg | 53.84 | 14.84 | 23.64 | 2.86  | 1.81 | 3.01 |  |  |  |
| Tolna                  | 58.68 | 17.88 | 15.44 | 5.45  | 2.54 | –    |  |  |  |
| Vas                    | 62.77 | 16.96 | 12.09 | 6.37  | –    | 1.81 |  |  |  |
| Veszprém               | 56.79 | 18.81 | 14.66 | 7.15  | 2.59 | –    |  |  |  |
| Zala                   | 57.21 | 16.85 | 16.91 | 5.80  | 2.65 | 0.58 |  |  |  |
|                        |       |       |       |       |      |      |  |  |  |
| Total                  | 52.73 | 19.30 | 16.67 | 7.48  | 2.67 | 1.16 |  |  |  |

## Controverse post-alegeri
Patru parlamentari Jobbik — Gábor Staudt, Gergő Balla, Zsolt Endrésik și Péter Schön — au fost demiși din comisiile lor pentru că nu au trecut de o procedură de verificare care a întrebat dacă vreun parlamentar menține contactul cu grupuri care se angajează în „activități care neagă principiile fundamentale ale unui stat de drept”. Staudt, cofondator al Societății Gárda Maghiară — care a fost interzisă în 2007 — a făcut parte din comisia pentru securitate națională, în timp ce ceilalți trei au făcut parte din comisiile de apărare și aplicare a legii. Staudt a reacționat spunând că a considerat rezultatul neconstituțional și că va depune un plângere penală la ministrul de interne împotriva directorului general al Oficiului de Apărare a Constituției, László Balajti. Cei patru au continuat însă să fie parlamentari.